# Stomyles
Stomyles là một chi bướm ngày thuộc họ Bướm nâu.